# Tamer Tıraşoğlu
Tamer Tıraşoğlu (ur. 4 lutego 1983 w Berlinie) – turecko-niemiecki aktor telewizyjny, filmowy i teatralny. 

## Życiorys
Tamer Tıraşoğlu urodził się w Niemczech, ale przez wiele lat mieszkał za granicą, gdzie również studiował. W latach 2005–2010 studiował aktorstwo w Schauspiel Studio and Film Atelier Longhanke Studio w Berlinie, które ukończył z dyplomem. W latach 2008–2009 jako lektor czytał książkę Faust II pod tytułem Mefisto i siedem grzechów głównych (Mephisto und die sieben Totsünden). W sezonie artystycznym 2009/10 został zaangażowany w berlińskim Grips Theater. 
Trenował sport walki, mieszane sztuki walki, boks, kick-boxing i boks tajski.

## Wybrana filmografia

### Filmy fabularne
- 2009: Das total verrückte Wochenende (TV)
- 2010: Wyznanie wiary (Shahada) jako Illegaler Arbeiter
- 2012: Allein unter Nachbarn (TV) jako Omar
- 2015: Fünf Freunde 4 jako policjant
- 2016: Tschiller: Off Duty jako Bülent

### Seriale TV
- 2012: Agir roman yeni dünya jako Salih Jr.
- 2015: Kobra – oddział specjalny - odc.: Ausgelöscht: Part 2 jako Csaba
- 2015: Acil Ask Araniyor jako Berzan
- 2016: Ein Fall für zwei jako Rasco
- 2016: Notruf Hafenkante jako Djamir Chihab
- 2017: Bad Cop: Kriminell gut jako magik Maik
- 2017: Kobra – oddział specjalny - odc.: Summer i Sharky (Summer & Sharky) jako Joaquin Almeida
- 2018: Einstein jako Jovan Bilic